# Nederlandse kampioenschappen atletiek 1996
De Nederlandse kampioenschappen atletiek 1996 werden gehouden van 31 mei tot 2 juni op het Sportterrein aan de Laan van Poot te Den Haag.

## Uitslagen
| Atleet              | Prestatie  | Onderdeel                 | Atlete                  | Prestatie  |
| ------------------- | ---------- | ------------------------- | ----------------------- | ---------- |
| Patrick van Balkom  | 10,48      | 100 m                     | Mami Awuah Asante       | 11,91      |
| Patrick van Balkom  | 21,00      | 200 m                     | Annemarie Kramer        | 23,88      |
| Peter Poppe         | 47,85      | 400 m                     | Stella Jongmans         | 53,24      |
| Dennis van Tongeren | 1.49,41    | 800 m                     | Ellen van Langen        | 2.01,68    |
| Gert-Jan Liefers    | 3.48,19    | 1500 m                    | Ineke Dieperink         | 4.18,20    |
| Kamiel Maase        | 13.40,11   | 5000 m                    | Christine Toonstra      | 16.24,71   |
| Greg van Hest       | 28.34,25   | 10.000 m                  | Wilma van Onna          | 33.25,10   |
| -                   | -          | 100 m horden              | Anoek van Diessen       | 14,03      |
| Robin Korving       | 13,77      | 110 m horden              | -                       | -          |
| Jeroen Prent        | 51,17      | 400 m horden              | Esther van Ooijen       | 60,22      |
| Marcel Laros        | 8.37,85    | 3000 m steeplechase       | -                       | -          |
| AAC '61             | 41,62      | 4 x 100 m estafette       | DEM                     | 46,73      |
| Hellas              | 3.12,67    | 4 x 400 m estafette       | -                       | -          |
| Harold van Beek     | 1:33.28,84 | 20.000 meter snelwandelen | -                       | -          |
| Björn Groen         | 2,17       | hoogspringen              | Monique van der Weide   | 1,77       |
| Laurens Looije      | 5,60 (NR)  | polsstokhoogspringen      | Monique de Wilt         | 3,40 (NR)  |
| Manuel Ellsworth    | 7,53       | verspringen               | Daniëlle van Varsseveld | 6,10       |
| Arthur Lynch        | 15,38      | hink-stap-springen        | Annemarie Hendriks      | 12,84 (NR) |
| Ben Vet             | 18,35      | kogelstoten               | Corrie de Bruin         | 17,46      |
| Ben Vet             | 59,32      | discuswerpen              | Jacqueline Goormachtigh | 60,80      |
| Johan van Lieshout  | 71,48      | speerwerpen               | Kitty van Haperen       | 49,68      |
| Frank van den Dool  | 63,24      | kogelslingeren            | Renate Beunder          | 51,90 (NR) |

1904 · 
1908 · 
1909 · 
1910 · 
1911 · 
1912 · 
1913 · 
1914 · 
1915 · 
1917 · 
1918 · 
1919 · 
1920 · 
1921 · 
1922 · 
1923 · 
1924 · 
1925 · 
1926 · 
1927 · 
1928 · 
1929 · 
1930 · 
1931 · 
1932 · 
1933 · 
1934 · 
1935 · 
1936 · 
1937 · 
1938 · 
1939 · 
1940 · 
1941 · 
1942 · 
1943 · 
1944 · 
1946 · 
1947 · 
1948 · 
1949 · 
1950 · 
1951 · 
1952 · 
1953 · 
1954 · 
1955 · 
1956 · 
1957 · 
1958 · 
1959 · 
1960 · 
1961 · 
1962 · 
1963 · 
1964 · 
1965 · 
1966 · 
1967 · 
1968 · 
1969 · 
1970 · 
1971 · 
1972 · 
1973 · 
1974 · 
1975 · 
1976 · 
1977 · 
1978 · 
1979 · 
1980 · 
1981 · 
1982 · 
1983 · 
1984 · 
1985 · 
1986 · 
1987 · 
1988 · 
1989 · 
1990 · 
1991 · 
1992 · 
1993 · 
1994 · 
1995 · 
1996 · 
1997 · 
1998 · 
1999 · 
2000 · 
2001 · 
2002 · 
2003 · 
2004 · 
2005 · 
2006 · 
2007 · 
2008 · 
2009 · 
2010 · 
2011 · 
2012 · 
2013 · 
2014 · 
2015 · 
2016 ·
2017 ·
2018 ·
2019 ·
2020 ·
2021 ·
2022 ·
2023 ·
2024 ·
2025